# Comuna (societat)
Una comuna (la rural) és un grup de persones que viuen en comunitat inspirant-se en les teories del socialisme utòpic i de l'anarquisme. Van fructificar durant la dècada dels 60 quan, arran del moviment hippie, els joves del món occidental van assajar-la com a alternativa al model social imperant.

## Comunes hippies
Els hippies van intentar posar en pràctica a través de les comunes la seva visió de la nova societat basada en el refús de l'autoritat, el pacifisme, el retorn a la natura, la llibertat sexual i la manca d'arrelament en un indret.
Segons Jean-Pierre Delannoy i Pierre Bouyxou "Les comunes són la màxima expressió del moviment [hippie]: la seva infraestructura són les arrels socials sense les quals haurien estat ràpidament reduïdes a un simple capritx extravagant de curta durada. Les comunes són la seva aportació a la història del segle xx." L'any 1969 hi havia milers de comunes als Estats Units, fins al punt que a les muntanyes Rocoses, els hippies van estar a punt de triar-ne un d'ells com a xèrif.
Aquestes comunes no gaudien de cap unitat organitzativa: algunes eren comunitats urbanes, altres van tractar de viure de l'agricultura i la ramaderia al camp, i d'altres eren una mena d'indret de passada. Confrontats als problemes de subsistència i a les dificultats de conviure segons un nou tipus de relacions socials, la majoria van tenir una existència relativament curta. L'experiència europea més important va ser la de la "comuna lliure" de Christiania, a Copenhaguen, que es va fundar el setembre de 1971 i que encara existeix. A principis del segle xxi encara hi havia una quarantena de comunes hippies a Alemanya.